# Гребенщиков, Михаил Вячеславович
Михаил Вячеславович Гребенщиков (род. 10 марта 1976, Воронеж) — российский певец и актёр, теле- и радиоведущий, также композитор и музыкальный продюсер, диджей. Финалист проекта «Фабрика звёзд».

## Биография
Родился 10 марта 1976 года в Воронеже. Есть младшая сестра Анна.
Окончил воронежский монтажный техникум, служил в пограничных войсках, а после службы в армии поступил на факультет журналистики Воронежского государственного университета, однако бросил учёбу после четвёртого курса. Занимался в школе современного танца.
В 2002 году участвовал в телепроекте «Фабрика звёзд», где занял третье место.
В 2004 году стал ведущим программы Чудо хит-парад на радиостанции DFM, в марте провёл шоу-фестиваль танцевальной музыки «Бомба года», Night Live Awards, а также праздничного мероприятия в честь десятилетия журнала «Cosmopolitan». В течение двух лет был ведущим программы «12 злобных зрителей» на канале MTV.
Участвовал в спецакции MTV «Путёвка в жизнь» и проекте «Последний герой».
В марте 2007 года открыл собственный продюсерский центр, в котором оказывалась помощь молодым артистам. Создал промогруппу Superdjs.
Был участником футбольной команды звёзд отечественной эстрады Старко. Принимал участие в первом чемпионате мира по футболу среди артистов в Сочи.
Был ведущим телепрограммы 5 песен на Пятом — 5-й канал и ежегодной Интернет премии RU Net.
Работал как DJ Гребенщиков.
С 2017 года сотрудничает с Milana Star и пишет музыку к её песням (например, «Малявка», «Я — Милана», «Лучшая подруга» и т. д.).
В настоящий момент — музыкальный креативный продюсер Мастерской эстрадного искусства для детей и юношества А. Б. Пугачевой «Рецитал клуб».

## Политические взгляды
В сентябре 2022 года поддержал военнослужащих России во время российско-украинской войны и назвал Украину «проблемным соседом». Михаил Гребенщиков о частичной мобилизации: «Россию я не променяю никогда. Это мой дом, и его надо защищать».

## Хобби
- Михаил Гребенщиков — болельщик футбольного клуба «Локомотив» (Москва)[5].

## Творчество

### Видеоклипы
- Танцы-обниманцы (2003)[6]
- Булки (2003)
- Африка (2006)
- Антигламурный хит/Жизнь телеэкранная (feat. Игорь Наджиев) (2009)
- Михаил Гребенщиков, MC Shayon, Sistaz — SEXY (2011)
- Ты гонишь (feat. Юлия Беретта) (2012)
- Nastya Brava — Перешитышь (2016). Вся съёмка, слова и музыка — Михаил Г.
- Подруга моя (2018)
- Заливаю глаза (2018)
- Ты Нужна мне (2018) Слова — Павел Кассинский, музыка — Михаил Г.
- Nastya Brava —Tum mera pyaar ho (продюсерский проект, участвующий в индийской вариации Фабрики Звёзд) (2018)
- Воронеж (2019)
- Трубы Б/У (2019)
- Пограничная песня (2021)
- Осьминог (2021)
- Лилии (2021)
- Хочешь, закури (2021)
- Новогодняя (feat. Мистер Малой) (2021)
- Перегрелся на солнце (2022)
- Может, что и было (feat. Ирина Ортман) (2022)
- Россия (feat. MC Shayon) (2022)
- Русская душа (2022)
- Хочу куда нибудь свалить (feat. Ирина Салтыкова) (2022)
- Снег растаял (2022)
- Омут (2022)
- Моя любовь (2023)
- Я делаю шаг (2023)
- ТРУБАСЭЙЛ (2023)
- Ягодка моя (2023)
- Проходят дни (feat. Lionell Cherockee) (2023)
- Психопат (2024)
- Отпусти меня (2024)
- Горюшко (2024)
- Племянница (2024)
- Журавли уходят в небо (Курская дуга) (2024)
- Прометей (2024)
- Москвич (2024)
- Казаки-разбойники (2024)
- Пули свистят (2024).

### Дискография
- Попал (2003)
- Электрофорез (2006)
- Пиратский диск (2009)
- Про любовь (2021)
- Лилии (2021)
- Заливаю глаза (2021)
- Рок-н-Ролл (2022)
- Русская Душа (2023)
- Песни года (2024)

### Фильмография
- 2005 — приглашённый актёр в телесериал «Моя прекрасная няня».
- 2005 — певец Арсений, в сериале «Иван Подушкин. Джентльмен сыска».
- 2007 — снялся в главной роли в полнометражном художественном фильме — «Егорино горе», реж. Мария Маханько.